# Sandtrigonella
Sandtrigonella (Trigonella maritima) är en ärtväxtart som beskrevs av Jean Louis Marie Poiret. Enligt Catalogue of Life ingår Sandtrigonella i släktet trigonellor och familjen ärtväxter, men enligt Dyntaxa är tillhörigheten istället släktet trigonellor och familjen ärtväxter. Arten förekommer tillfälligt i Sverige, men reproducerar sig inte. Inga underarter finns listade i Catalogue of Life.